# Richard Čemus
Richard Václav Čemus (* 2. září 1954, Praha) je český katolický kněz, člen řádu jezuitů, řádný profesor spirituality křesťanského východu na Papežském orientálním institutu v Římě, spirituál Papežské koleje Nepomucenum, publicista.

## Studium a řádová formace
Narodil se v Praze, v komunistickým režimem persekvované rodině, když otec byl ve vězení (od března 1954) za činnost v katolickém vysokoškolském studentském hnutí (Hnutí rodina, Akademická Liga a Katolická akce) a spolupráci s Josefem Zvěřinou a Oto Mádrem. Otec byl z vězení v Opavě propuštěn na amnestii v roce 1960, kdy Richard Čemus nastupoval do základní školy. Od roku 1970 žil s rodinou v exilu ve Spolkové republice Německo. V západním Berlíně a Fürstenfeldbrucku u Mnichova získal středoškolské vzdělání. V roce 1975 procestoval americký kontinent a pomáhal v katolických misiích v latinské Americe. V roce 1976 nastoupil do arcidiecézního semináře ve Freiburg im Breisgau (Collegium Borromaeum). Na Albert-Ludwigs-Universität ve Freiburgu, a na univerzitě v Salcburku absolvoval filosoficko-teologická studia. V roce 1982 odešel do československé Papežské koleje Nepomucenum v Římě, a pokračoval ve studiích k licenciátu z teologie u prof. Karla Skalického na Papežské lateránské univerzitě. V roce 1983 vstoupil do řádu Tovaryšstva Ježíšova (jezuité) a absolvoval dvouletý noviciát v Janově (Genova).
V letech 1985–1989 žil v řádovém domě jezuitů Collegio Internazionale del Gesù v Římě.
Po řeholních slibech v Neapoli v roce 1985 pokračoval ve studiu na licenciát v oboru ruské křesťanské filosofie nyní už na Papežském orientálním institutu v Římě. U profesora Tomáše Špidlíka obhájil doktorskou práci v roce 1991 na téma: Modlitba u Ignáce Brjančaninova. Během studia byl vysvěcen na kněze papežem Janem Pavlem II. ve Svatopetrské basilice ve Vatikánu 29. května 1988. Během studií spolupracoval s českými jezuity v Montrealu a v Londýně.

## Vysokoškolský pedagog a spirituál
V roce 1990 byl povolán do Státního sekretariátu (ministerstvo zahraničí) Svatého Stolce, a v srpnu 1991 byl vyslán jako diplomatický attaché do Moskvy. Na Nunciatuře v Moskvě působil do roku 1993 jako chargé d'affaires. Po návratu do Říma nastoupil do funkce vicerektora Centra Aletti v Římě, zároveň se stal nástupcem emeritovaného profesora Tomáše Špidlíka na katedře spirituality křesťanského Východu. Po slavných řeholních slibech v České provincii Tovaryšstva Ježíšova, které složil v roce 1996 u Sv. Ignáce v Praze, jako profes (tzn. jezuita který složil, kromě tří obvyklých řeholních slibů i zvláštní čtvrtý slib poslušnosti papeži týkající misií) převzal funkci rektora Papežské koleje Russicum, kterou zastával po dobu šesti let do roku 2001.
V tomto období přednášel, kromě na Orientálním ústavu (PIO), rovněž jako hostující profesor v Olomouci a v Minsku (Bělorusko). Vedl rovněž prázdninové kursy teologie a exercicie v Česku a na Slovensku, a z pověření Svatého Stolce též v Pobaltí. V roce 2008 je jmenován spirituálem Papežské koleje Nepomucenum v Římě. V letech 2008–2010 přednášel jako hostující profesor na Papežské lateránské univerzitě a Papežské univerzitě sv. Tomáše (Angelicum) v Římě. Jako Špidlíkův duchovní syn pokládá za své životní poslání rozvíjet dílo Tomáše Špidlíka, jehož myšlení považuje za mimořádný přínos evropské kultuře. Publikuje převážně italsky, česky a německy. V současné době (2012) se věnuje duchovnímu doprovázení, vede exercicie, je činný jako kazatel a vypomáhá ve farní pastoraci v Německu, Česku a Itálii. Zároveň nadále přednáší na fakultě církevních východních věd na Orientálním ústavu v Římě jako řádný profesor. Často přednáší i na Slovensku. Ve stopách svého předchůdce Tomáše Špidlíka se specializuje na slovanskou spiritualitu.

## Publicistická činnost
Od počátku svého pobytu v Římě spolupracuje s českou sekcí Radia Vatikána je publicisticky aktivní, převážně v českém jazyce, zaměřuje se na duchovní interpretaci současné kultury. Řadu let publikoval v exilovém časopisu Nový život a řadě dalších periodikách.
Po smrti kardinála Špidlíka SJ (od léta 2010) převzal pravidelné páteční promluvy v Radiu Vatikán.

## Dílo
Knihy
- Modlitba Ježíšova — modlitba srdce, Velehrad 1996, 77 s.
- Vspotkat Chrystusa diszaj, Lublin 1998, 20 s.
- Editor (spolu s G. Marani), Costantin Simon, The Pioneers and Witnesses of the Struggle for Christian Unity in Eastern Europe 2. The first Years 1929–1939, Roma 2002.
- Spolu s T. Špidlíkem e M. Tenace: Questions Monastiques en Orient, Orientalia Cristiana Analecta 259, Roma 1999
- Spolu s T. Špidlíkem e M. Tenace: La preghiera nel cristianesimo orientale: in M. Piantelli, a cura di, Le preghiere del mondo. Un’antologia delle più belle invocazioni a Dio, dai popoli privi di scrittura fino ai nostri giorni, Cinisello Balsamo 1998, s. 383–420.
- Umění modlit se srdcem, in: Upřímná vyprávění poutníka svému duchovnímu otci. Velehrad 2001, s. 5–49
- Překlad z francouzštiny do němčiny, editování a úvod (spolu s Petronilla Cemus) Tomáš Špidlík, Die Russische Idee. Eine andere Sicht des Menschen, Der Christliche Osten, Würzburg 2002, 623 s.
- Irenée Hausherr et la spiritualità de l’Orient chrétien. Actes du symposium organisé par Richard Čemus à l’Institut Pontifical Oriental le 3 avril 2003 à l’occasion du 25e anniversaire de la mort du P. Hausherr, Orientalia Cristiana Analecta I/2004.
- “Cristo, unico fondamento della Chiesa”, San Vito dei Normanni, Biblioteca “San Benedetto“ delle Suore Oblate Benedettine, 2005, 20 s.
- Ignatij Brjančaninov. Sulle tracce della Filocalia. Pagine sulla preghiera esicasta, Milano 2006, 363 s.
- Zwischen Buddha und den Wüstenvätern: Ignatianische Mystik im Lichte des Ostens, in: Bohemia Jesuitica 1556–2006, ed. Petronilla Cemus in cooperatione cum Richard Cemus SJ, Praha/Würzburg 2010, Karolinum ISBN 978-80-246-1755-8 / Echter ISBN 978-3-429-03268-5, s. 121–138.
- Úvod do kapitoly: Ignác z Loyoly a jeho spiritualita = Einleitung in das Kapitel: Ignatius von Loyola und seine Spiritualität, in: Bohemia Jesuitica 1556–2006, ed. Petronilla Cemus in cooperatione cum Richard Cemus SJ, Praha/Würzburg 2010, Karolinum ISBN 978-80-246-1755-8 / Echter ISBN 978-3-429-03268-5, s. 37–46.
- In memoriam Thomae S.R.E. Cardinalis Špidlík SJ, in: Bohemia Jesuitica 1556–2006, ed. Petronilla Cemus in cooperatione cum Richard Cemus SJ, Praha/Würzburg 2010, Karolinum ISBN 978-80-246-1755-8 / Echter ISBN 978-3-429-03268-5, s. 1452–1477.

Články
- ČEMUS, Richard. Našel jsem své srdce!. In:  Tajemství srdce. 1. vyd. Velehrad: Refugium Velehrad-Roma, 1999. ISBN 80-86045-03-X. S. 8–25.
- Oto Mádr – duchovní terorista aneb odvaha být Církví dnes in: Teologické texty 23/1 (2012)[2]
- ČEMUS, Richard. Pojem srdce u Borise Vyšeslavceva. In:  Tajemství srdce. 1. vyd. Velehrad: Refugium Velehrad-Roma, 1999. ISBN 80-86045-03-X. S. 26–29.